# Willa przy ulicy Orzeszkowej 2 w Gdańsku
Willa przy ulicy Orzeszkowej 2 – willa w Gdańsku. Mieści się w Aniołkach przy ulicy Orzeszkowej 2 (dawna Opitzstrasse).

## Historia

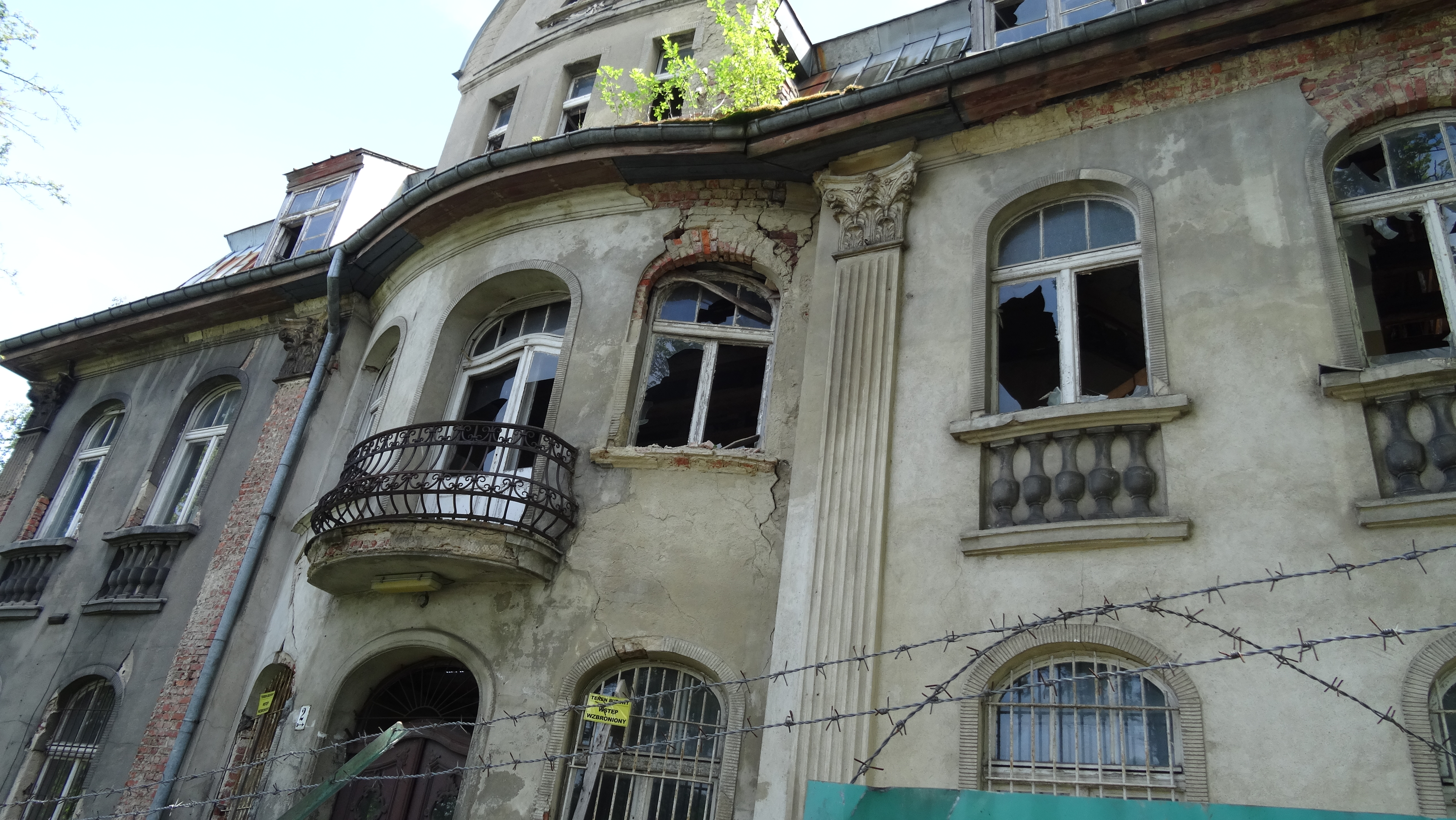
Elewacja frontowa przed zawaleniem się.

Willa została wybudowana w 1922 roku przy ówczesnej Opitzstrasse 2 na zlecenie zamożnego kupca żydowskiego, Leona Astrachana. Astrachan pochodził z Mińska, w 1921 r. uchodząc z porewolucyjnego Związku Sowieckiego przybył z liczną rodziną do Gdańska. Astrachan prowadził międzynarodowe interesy w branży drzewnej, posiadał własne lasy i tartaki parowe, jego przedsiębiorstwo jeszcze przed przyjazdem nad Bałtyk miało przedstawicielstwo w Warszawie. Reklama z 1924 r. głosi, że posiadał tartak w Nowym Porcie.
Willa i jej otoczenie, wraz z malowniczym ogrodem, były wyjątkowo zadbane. Wnętrze było bogato urządzone: były tam eleganckie kandelabry, rzeźbione drzwi, kręcone schody i polerowane posadzki. Od początku lat 30. właściciel wynajął część posiadłości polskiej Ekspozyturze Inspektoratu Ceł. Nad pomieszczeniami biurowymi były mieszkania, m.in. wyższego urzędnika celnego nadkomisarza Stefana Świdy i inspektora celnego Mańkowskiego. W 1938 roku Leon Astrachan - jak inni gdańscy żydowscy kupcy represjonowany przez hitlerowców - mieszkał już w Warszawie lub w Otwocku.
Niektóre informacje błędnie podają, jakoby willa należała do innego kupca żydowskiego, również działającego w branży drzewno-zbożowej Juliusa Jewelowskiego, gdańskiego polityka, deputowanego do Volkstagu (1920–1923, 1928–1930), członka Senatu Wolnego Miasta Gdańska.
We wrześniu 1939 roku budynek przejęła policja gdańska, później SS. Do 1945 roku mieściło się tam dowództwo nadokręgu SS „Wisła” (jednostki administracyjnej organów represji III Rzeszy – SS i policji na cały Okręg Rzeszy Gdańsk-Prusy Zachodnie). Był m.in. siedzibą hitlerowskiego zbrodniarza Richarda Hildebrandta.
Po II wojnie światowej, willa żydowskiego kupca zajęta została przez Miejski Urząd Bezpieczeństwa. Od lat 60. XX. mieściła się tu izba wytrzeźwień oraz Przedsiębiorstwo Gastronomiczno-Handlowe Konsumy, zaopatrujące stołówki i sklepy dla służb mundurowych PRL i członków PZPR. W latach 90. ulokowano tu zakład opieki zdrowotnej. W 2004 roku nieruchomość sprzedano prywatnemu właścicielowi, który zapłacił ponad 1 mln zł za dom z działką o powierzchni 1427 m². Od tego czasu niezabezpieczony budynek niszczeje, mimo licznych interwencji oraz mimo że znajduje się w miejskiej ewidencji zabytków. Obiekt nie został wpisany do wojewódzkiej ewidencji zabytków.
20 października 2021r. zawalił się fragment fasady kamienicy.